# Illustreret Bunker
Illustreret Bunker er en uafhængig avis produceret af studerende på Danmarks Journalisthøjskole (DMJX).
Avisen har eksisteret siden 1846.[kilde mangler] Før det blev avisen produceret under navnet "Måske et blad", hvis oprindelse man ikke helt kan fastsætte. Sikkert er det dog, at avisen som minimum er udkommet siden 1993.
Avisen er typisk på 32 sider og udkom oprindeligt seks gange årligt, men i 2018 blev det besluttet, at avisen fremover kun skulle udkomme fire gange om året. Avisen udkommer i et oplag på 500 eksemplarer og blev indtil foråret 2023 også fordelt på Journalisthøjskolen samt Roskilde Universitet (RUC) og Syddansk Universitet (SDU) samt en række af Danmarks mediehuse.
Avisen udkommer også elektronisk på hjemmeside: illbunker.dk 
Redaktionen udgøres af 12 udvalgte studerende på de fire første semestre. Efterfølgende redaktioner udpeges af den siddende redaktion.
Avisens ansvarshavende chefredaktør er i foråret 2024 Jens-Emil Grau Nørgaard og chefredaktøren er Anders Gaarde Brøndsholm. De efterfulgte Sissel Thiellesen og Anna Ellesgaard. 
Avisens yderligere redaktører er i foråret 2024 Carl Elmose Brøker, Zakarias de los Reyes, Iben Mejlhede, Emily Holland-Fischer, Lucia Enola Holmen Lopez, Anders Villaume Vestergaard, Magnus Løbner Rosenberg og Kathrine Møller Nielsen,
Avisens fotoredaktør er Anders Lindstrøm Berker.

## De journaliststuderendes blade
De tre journaliststudieaviser, som udgives af de forskellige journalistuddannelser på DMJX, RUC og SDU, er i det visuelle udtryk meget forskellige. 
- Bermuda, som udgives af de studerende på RUC, lægger sig tæt op ad magasingenren og ligner i layout i høj grad blade som Gaffa, Chili og Aarhus Universitets Delfinen.
- Lixen, som udgives af SDU, ligner mere en 'normal' avis. Lixen er typisk på 24 sider i tabloidformat (samme format som f.eks. Berlingske Tidende, Information og alle gratisaviserne).
- Illustreret Bunker ligner også en normal avis i tabloidformat. Den største layoutmæssige forskel på Illustreret Bunker og Lixen er, at der på skolen i Aarhus er fotojournalister tilknyttet, hvilket har betydning for billedernes kvalitet. Desuden giver det journalisterne på avisen øvelse i at samarbejde med fotojournalister, lige som de skal, når de kommer ud på landets dagblade.[1]